# روت میلر
روت میلر (انگلیسی: Ruth Miller; ۱۷ ژانویهٔ ۱۹۰۴ – ۲۱ مهٔ ۱۹۷۸) نقاش اهل ایالات متحده آمریکا بود.
از افتخارات وی میتوان به کسب مدال نقره نقاشی در بخش مسابقات هنری بازی‌های المپیک تابستانی ۱۹۳۲ اشاره کرد.